# Península de Viimsi
La península de Viimsi (en estonià: Viimsi poolsaar) és una península de la parròquia de Viimsi, al comtat de Harju, al nord d'Estònia. La península fa prop de 50 km2. El cap de Rohuneem es troba a la punta de la península.